# La Vallée des castors
Pour plus de détails, voir Fiche technique et Distribution.
La Vallée des castors (Beaver Valley) est un film américain réalisé par James Algar, sorti en 1950.

## Fiche technique
- Titre : La vallée des Castors
- Titre original : Beaver Valley, In Beaver Valley
- Réalisation : James Algar
- Narrateur : Winston Hibler
- Scénario : Lawrence Edward Watkin et Ted Sears
- Production : Walt Disney
- Musique : Paul J. Smith
- Photographie : Alfred Milotte
- Montage : Norman R. Palmer
- Pays d'origine : États-Unis
- Format : Couleurs - 1,37:1 - Mono
- Genre : Court métrage, documentaire
- Durée : 32 minutes
- Dates de sortie : 
  - États-Unis : 19 juillet 1950
  - France : 22 décembre 1950

Source : Dave Smith

## Distinctions
- Oscar du meilleur court métrage en prises de vues réelles lors de la 23e cérémonie des Oscars.
- Ours d'or à la Berlinale 1951.

## Origine et production
Lors d'un voyage en août 1948 en Alaska, Walt rencontre Alfred Milotte, propriétaire d'un magasin d'appareils photos et sa femme institutrice Elma. Ils engagent une discussion sur les documentaires consacrés à l'Alaska dont le résultat sera le poste de photographe sur la série de documentaires animaliers True-Life Adventures. Le premier épisode est L'Île aux phoques (On Seal Island) sorti en décembre 1948, suivi par La Vallée des castors durant l'été 1950. Plusieurs courts métrages sont réalisés dans cette série grâce à des séquences tournées par des naturalistes photographes.

## Sortie au cinéma et accueil du public
La Vallée des castors comme tous les moyens métrages de la série True-Life Adventures, d'une durée d'environ 30 minutes chacun, a été diffusé au cinéma conjointement à un long métrage du studio.
Ce documentaire a été diffusé à la télévision dans l'épisode Cameras in Africa / Beaver Valley de l'émission Walt Disney Presents sur ABC le 29 décembre 1954 avec un autre documentaire Lions d'Afrique (1955),. Plusieurs documentaires de la série True Life Adventures ont été diffusés dans l'émission durant sa première année aux côtés de compilation de courts métrages d'animation de Mickey Mouse, Donald Duck, Dingo ou Pluto.

## Analyse
Steven Watts écrit que la série dispense souvent des réprimandes fortes au sujet de l'impact de l'homme sur la nature avant de conclure sur un ton optimiste. Dans La Vallée des castors, le film est une chronique de la vie besogneuse d'un castor avec la construction du barrage pour créer un étang source de nourriture, entourant la maison du castor et protection contre les dangers.